# Microregione di Pirapora
Pirapora è una microregione del Minas Gerais in Brasile, appartenente alla mesoregione di Norte de Minas.

## Comuni
È suddivisa in 10 comuni:
- Buritizeiro
- Ibiaí
- Jequitaí
- Lagoa dos Patos
- Lassance
- Pirapora
- Riachinho
- Santa Fé de Minas
- São Romão
- Várzea da Palma